# Гаврисак Олекса
Гаврисак Олекса (Фон; 5 березня 1923, Конюхи, Грубешівський повіт, Польща — 26 лютого 1946, біля с. Ліски, Грубешівський повіт, Люблінське воєводство, Польща) — лицар Бронзового хреста бойової заслуги УПА.

## Життєпис
Освіта — середня: закінчив 7 класів народної школи та 2 класи торгівельної школи. В роки німецької окупації займався організацією українського кооперативного руху на Холмщині, водночас працюючи пропагандистом ОУН. У лавах УПА з червня 1944 р. Стрілець вишкільної сотні (06.-10.1944). У жовтні 1944 р. отримав поранення в бою з військами НКВС, а після одужання повернувся до відділу.
Кулеметник сотні УПА «Вовки І» (?-02.1946). Загинув у бою з військами НКВС. Похований у спільній могилі в Білостоці. Вістун УПА (10.12.1945); відзначений Бронзовим хрестом бойової заслуги (28.08.1945).